# Pierre Périaux
Pierre Périaux, né le 9 décembre 1761 à Asnières et mort le 16 décembre 1836 à Rouen, est un mathématicien autodidacte et imprimeur français.

## Biographie
Périaux vécut ses premières années dans la simplicité de sa famille paysanne, et ce ne fut qu’aux jours de l’adolescence qu’il quitta Asnières pour venir chercher, à Rouen, une place dans le commerce. Frappé de l’attrait, du mouvement et de l’intensité de vie de la ville, Périaux, qui savait alors tout juste lire, écrire et compter, fut saisi du désir d’augmenter le petit bagage d’instruction qu’il possédait et se mit résolument au travail.
À force d’application et de persévérance, en consacrant tous ses loisirs à l’étude, il arriva à compléter son éducation tout seul, apprenant seul et en peu de temps les mathématiques et plusieurs langues. Le goût de l’étude lui fit bientôt abandonner le commerce pour l’imprimerie, et il exerçait ce métier lorsque éclata la Révolution. Parmi les idées nouvelles qui séduisirent le caractère avide de s’instruire et de s’élever de Périaux, l’une d’elles en particulier fixa plus spécialement son attention : parmi les réformes que l’Assemblée nationale venait de décréter en 1790, se trouvait l’unification des poids et mesures sur tout le territoire français. Le typographe Pierre Périaux s’intéressa, aussi bien dans l’ombre de son atelier que dans le cercle modeste de ses relations, aux études commencées un peu de tous côtés.
En l’an II, il est prote chez la veuve P. Dumesnil, propriétaire à Rouen, rue Saint-Lô, d’une très vieille imprimerie-librairie fondée dès 1618, toujours conservée de père en fils dans la famille. Ses goûts pour la nouvelle organisation étant sans doute connus, l’administration du district chargea Périaux de l’impression d’un ouvrage sur les nouveaux poids et mesures, auquel il s’empressa d’ajouter le fruit de ses recherches personnelles : « Périaux mit dans ses travaux la même persévérance que le gouvernement, et s’associa à lui pour faire triompher une innovation d’une « utilité incontestable. » Il composa et publia un grand nombre d’écrits relatifs au système décimal et à l’uniformité des poids et mesures, dont il se montra toujours l’un des plus zélés propagateurs. Ses aptitudes particulières et ses connaissances professionnelles firent confier, toujours par l’administration du district, à Périaux la surveillance et la vérification des assignats, dont la circulation devenait de plus en plus importante.
En l’an IV, Périaux s’établit, rue de la Vicomté, à son compte en créant un établissement typographique qu’il exploita lui-même. La même année, il publie son premier ouvrage, intitulé : Code du paiement en nature, que l’administration départementale jugea « propre à éclairer les concitoyens de l’auteur, par des instructions sages et des moyens faciles ».
Depuis lors, son activité ne s’arrêta plus, s’exerçant aussi bien dans son métier d’imprimeur que dans celui d’écrivain. En l’an V, il commença la publication d’un Almanach de Rouen et du département de la Seine-Inférieure, qu’il continuera jusqu’en 1825. Un autre ouvrage parut également par ses soins : Tarif de la valeur et de la réduction en francs des anciennes monnaies d’or et d’argent.
En l’an VIII, Périaux publia l’un de ses plus importants ouvrages : le Manuel métrique,
sur le nouveau système de mesures, qui paraît avoir réuni à cette époque de nombreux prosélytes à Rouen, car c’est le moment où un autre Rouennais, Germain Lenormand, principal des Écoles françaises publiques, vient de faire imprimer, en l’an VII, une Clef du système métrique, écrite avec une clarté et une simplicité remarquables, et fort estimée. Accueilli avec faveur, l’ouvrage s’enleva facilement. Lucien Bonaparte, qui venait d’être nommé ministre de l’Intérieur, et auquel Périaux avait envoyé son volume, annota personnellement, le 25 nivôse an VIII, la lettre officielle, en écrivant de sa main, en marge : « Accusé de réception d’un ouvrage sur les nouvelles mesures, parfaitement bien fait. »
En 1803, le livre reparut avec des additions et un titre modifié en : Nouveau manuel métrique et tableau comparatif des poids et mesures. Le succès en fut tel qu’une seconde édition fut nécessaire au bout de cinq ans. Périaux en ayant adressé un exemplaire à Montalivet, alors ministre de l’Intérieur de l’Empire, celui-ci confirma le jugement de son prédécesseur, Lucien Bonaparte, en lui répondant, le 16 août 1810 : « Je me suis fait rendre compte, Monsieur, de l’ouvrage « que vous m’avez adressé, ayant pour titre : Nouveau manuel métrique et le Tableau comparatif des poids et mesures, etc., 2e édition. L’approbation que mes prédécesseurs ont accordée à vos premiers ouvrages se trouve parfaitement justifiée par celui-ci, et j’ai trop de satisfaction à y joindre la mienne… » Montalivet poursuit, au sujet du dialogue explicatif très clair qui précède l’ouvrage : « Le dialogue que vous avez placé en tête du Manuel a particulièrement fixé mon attention, et j’ai pensé qu’il serait utile que cette partie de votre ouvrage qui, au moyen de quelques légers changements, peut être d’une application générale, pût en être distraite pour être vendue séparément et répandue dans le peuple. »
Nombreux étaient déjà au surplus les ouvrages présentés au public par l’imprimeur rouennais jusqu’à l’époque où se place la lettre de Montalivet. La publication la plus curieuse dans cette période de son existence, est certainement une carte du département de la Seine-Inférieure, exécutée avec des caractères mobiles, en 1806. Il s’agissait d’une tentative originale pour substituer la typographie à la gravure. Tenant à ce que son « invention » soit en quelque sorte officiellement consacrée, Périaux adressa, en guise d’hommage, un Essai typographique du Théâtre de la guerre continentale, l’an XIV à l’Académie de Rouen. Le rapport de dom Gourdin, l’ancien moine de Saint-Ouen, publié dans le Précis analytique des travaux de l’Académie pendant l’année 1800, s’exprima ainsi au sujet de ce travail d’impression : « La carte exécutée avec des caractères mobiles prouve qu’avec ces sortes de caractères on peut faire ce qu’on n’avait pu jusqu’à présent exécuter sans le secours du burin. Ce nouveau procédé est d’autant plus avantageux que si, dans ces sortes d’ouvrages, il se glisse quelques fautes, la mobilité des caractères en facilite la correction. »
Cette tentative resta cependant sans résultats importants, la gravure offrant toujours une précision beaucoup plus grande pour les travaux cartographiques, mais cette recherche de l’innovation atteste de la tendance au progrès que portait Périaux à son métier d’adoption. Un autre exemple de cette activité professionnelle et chercheuse, concerne la lithographie. L’Allemand Aloys Senefelder venant depuis peu de temps de découvrir la lithographie, sa récente invention s’était promptement répandue de Munich à travers l’Europe : arrivée en France en 1814, où, d’informe qu’elle était, elle atteignit rapidement d’étonnants perfectionnements, elle fait son apparition à Rouen en 1818, et c’est Pierre Périaux qui l’y introduisit.
Dès l’an XI, il fait partie d’une Commission instituée par le préfet de la Seine-Inférieure pour reconnaître et proposer les mesures propres à généraliser le système métrique : l’administration jugea immédiatement utile de publier les instructions et tableaux qu’il avait rédigé. En 1810, la même administration départementale le chargea encore de la rédaction de nouvelles instructions.
À la suite de tant d’efforts, la fatigue et les infirmités le contraignent de bonne heure, en 1826, à renoncer à ses travaux et à abandonner la plupart des nombreuses sociétés dont il faisait partie. Il avait été admis en 1805 à l’Académie de Rouen, aux travaux de laquelle il prit une part active. Il était aussi membre de la Société libre du commerce de Rouen, de la Société d’agriculture de la même ville, correspondant des Académies de Caen, d’Alençon, etc. Il obtint le titre d’imprimeur du roi. En 1830, enfin, il fut nommé membre honoraire de l’Académie de Rouen et de la Société d’Agriculture. Sa carrière n’était pourtant pas encore finie : déjà juge au Tribunal de Commerce depuis trois ans, de 1823 à 1826, il devint suppléant du juge de paix du 3e arrondissement. Il fut, en outre, maire pendant deux ans, de 1826 à 1828 de la commune de Bois-Guillaume. Enfin, il coopéra à la fondation de la caisse d’épargne et de prévoyance de Rouen.
Périaux devait vivre encore cinq années qu’il passa paisiblement entouré de ses nombreux enfants, avant de mourir à l’âge de 75 ans. Il avait, en effet, six enfants, quatre fils et deux filles : Émile, Esther, Nicétas, Adolphe, Emmanuel et Aimée. Deux seulement, l’ainé Émile et le cadet Nicétas, adoptèrent et suivirent la profession paternelle d’imprimeur. Nicétas reprit l’affaire de son père et devint, à son tour, un célèbre imprimeur rouennais.
Émile Périaux s’adonna aussi de bonne heure à l’imprimerie, mais soit incompatibilité de caractères, soit raisons d’intérêt, soit tout autre motif, il se sépara bientôt de son père, avant l’époque où celui-ci céda son industrie au jeune Nicétas, pour s’établir de son côté, et fonder en 1820 un établissement important, rue Percière, à la tête duquel il resta longtemps, malgré un douloureux état de paralysie des jambes qui le fit souffrir pendant de longues années. Il vendit cet établissement en 1855 et paraît être mort peu d’années après. L’établissement qu’il avait laissé après lui devait grandement et longuement prospérer sous Espérance Gagniard qui devint, en 1855, son successeur.

## Publications
- Tableau comparatif des valeurs en mandats avec les valeurs en assignats, Rouen, Pierre Périaux, 1796 ;
- Addition au manuel métrique, ou Tableaux comparatifs des mesures républicaines avec les anciennes, Rouen, Pierre Périaux, 1798 ;Fort bien rédigé, ce livre obtint les suffrages des administrations municipales et départementales.
- Carte du département de la Seine-Inférieure, Rouen, Pierre Périaux, 1806 ;
- Code du paiement en nature, contenant les lois et instructions concernant ce mode de paiement, Rouen, an IV, 1795 ;
- Éléments d’arithmétique, ou Développements des principes du calcul suivant l’ancien et le nouveau système, Rouen, Pierre Périaux, 1804 ;
- Dissertation sur la dénomination des lunes, Rouen, Pierre Périaux ; Paris, Renard, 1813 ;
- Dictionnaire indicateur des rues et places de Rouen, Rouen, Pierre Périaux, 1819 ; réimp. Marseille, Laffitte Reprints, 1977 ;Un des plus remarquables qu’on ait publiés sur la capitale de la Normandie, cet ouvrage est précédé d’un introduction faisant connaître l’état de Rouen à diverses époques de son histoire et d’un tableau chronologique des principaux événements qui y sont arrivés depuis 260 jusqu’à 1818.
- Observations relatives au rétablissement du calendrier grégorien, Rouen, Pierre Périaux, 1806 ;
- Observations relatives à d’anciens tombeaux de pierre découverts près le cimetière de Saint-Gervais, Rouen, Pierre Périaux, 1806 ;
- Recueil du Bulletin des armées françaises en Allemagne et en Italie pendant la guerre de huit semaines, Rouen, Pierre Périaux, 1806 ;
- Tableau des négociants, manufacturiers, fabricants et marchands de la ville de Rouen, Rouen, Pierre Périaux, 1808 ;
- Tarifs des anciennes monnaies d’or et d’argent, Rouen, Pierre Périaux, 1810 ;
- Calendrier général de l’ère française, Rouen, Pierre Périaux, 1805 ;
- Observations et tarifs relatifs aux monnaies, Rouen, Pierre Périaux, 1810 ;
- Dissertations sur la dénomination des lunes, Rouen, Pierre Périaux, 1813 ;
- Question relative à la liberté de la presse, Rouen, Pierre Périaux, 1817) ;
- Concordance jour par jour des deux calendriers depuis le 22 septembre 1793 jusqu’au 1er janvier 1806, Rouen, Pierre Périaux, 1821 ;
- Note relative à une figure empreinte dans une bûche de hêtre, Rouen, Pierre Périaux, 1823 ;
- Nouveau manuel métrique, Rouen, Pierre Périaux, 1805, 1810, 1833 ;
- Tableau bibliographique de tous les ouvrages insérés, analysés ou annoncés dans les Précis de l’Académie royale des Sciences, Belles-Lettres et Arts de Rouen depuis sa fondation en 1744 jusqu’à 1825 inclus.Ce travail, qui est en réalité son dernier, achevé en 1830, ne fut jamais imprimé. Ce manuscrit est conservé dans les archives de l’Académie de Rouen.